# Beachwood Sparks
I Beachwood Sparks sono un gruppo alternative country statunitense originario di Los Angeles e attivo dal 1997 al 2002 e nuovamente dal 2008.

## Formazione

### Formazione attuale
- Christopher Gunst
- Brent Rademaker
- Aaron Sperske
- "Farmer" Dave Scher
- Ben Knight
- Neal Casal

### Ex componenti
- Jimi Hey
- Tom Sanford
- Pete "Sleigher" Kinne
- Josh Schwartz
- Ian Mackinnon
- Liz Randall

## Discografia
- 2000 – Beachwood Sparks
- 2001 – Once We Were Trees
- 2002 – Make the Cowboy Robots Cry EP
- 2012 – The Tarnished Gold
- 2013 – Desert Skies (registrato nel 1997)